# Gintingius
Gintingius is een geslacht van hooiwagens uit de familie Epedanidae.
De wetenschappelijke naam Gintingius is voor het eerst geldig gepubliceerd door Roewer in 1938. 

## Soorten
Gintingius is monotypisch en omvat slechts de volgende soort:
- Gintingius robustus